# Xest
Xest (en castellà i oficialment Cheste) és un municipi del País Valencià situat a la comarca de la Foia de Bunyol.

## Geografia
Situat entre la serra de Xiva i el Pla de Quart. La superfície del terme és bastant plana, amb suaus ondulacions que s'eleven entre els 200 i 400 m sobre el nivell del mar. Hi ha alguns monticles com el Portillo de San Roque (270 m) vèrtex geodèsic de tercer ordre. En el nord-oest, en el sector que penetra en el terme de Xiva, conegut com La Manga hi ha altures més elevades: Bastos (576 m), Alt de los Mojones (426 m) i el vèrtex geodèsic de tercer ordre de la Cumbre (391 m). Passen pel terme diversos barrancs: Cuchillo, Pedriza, Cañadafría, Peñarroya, Hondo, Grande i el de Xiva, que el travessa d'oest a est.
La vila està edificada sobre terreny pla, encara que té una petita elevació sobre la qual s'assenta l'església parroquial. El terme municipal limita amb Xiva a la mateixa comarca; amb Bugarra, Xestalgar i Pedralba (als Serrans) i amb Loriguilla, Riba-roja de Túria i Vilamarxant (a la comarca del Camp de Túria).

## Història[1]
Xest disposa d'abundants jaciments prehistòrics, com ara El Castillarejo, la Serretilla, el Cabezo Redondo, el Altico del Ramat, Cuchillo i Loma Ferrer. Entre les troballes més importants destaca el conegut com a Tresor de Xest, o de la Safa, col·lecció ibera de monedes i joies, descobertes en 1864, que són conegudes arreu del món. També existixen restes romanes en la Rambla de la Canaleja, las Canales i Cambrillas. Durant el període musulmà va ser una xicoteta alqueria que pertanyia a la Korà de València i a l'hisn de Xiva.
Segons el Llibre del Repartiment, Jaume I (1208-1276) la donà el 1244 a Pere Cornell, però des del 10 de desembre de 1251 consta que fou el seu senyor Ximén Pérez d'Arenós a conseqüència del canvi, de Xest per Onil i Castalla, que va pactar el rei amb Zayd Abu Zayd. Malgrat això, va conservar els costums i pobladors moros. Jaume el Just d'Aragó (1267-1327) va concedir el mer i mixt imperi amb tot el seu exercici. El 5 d'agost del 1320 van ser atorgades als seus pobladors unes franquícies i llibertats, segurament amb la intenció d'augmentar la seua població, obligant-les solament a pagar delme, primícies i morabatí, acudir a la host i cavalcada. A canvi tenien franquícia de tributs senyorials, de venda de vi, de coure pa i d'altres monopolis senyorials. El 1330, Alfons IV (1299-1336) ratifica la jurisdicció de mer i mixt imperi sobre el lloc a Ximén Pérez d'Arenós, confirmada el 1337 pel rei Pere IV (1319-1387). El 10 de gener del 1371 fou atorgada per en Joan, comte de Prades i senyor de Xest pel seu matrimoni amb Sanxa Ximénez d'Arenós, carta pobla als seus veïns. En ella les condicions canviaren de manera que s'enduria el règim senyorial. Els vassalls estaven obligats a realitzar prestacions personals com ara cuidar vinyes, conrear l'hort del senyor, entregar-li gallines, cabrits, i pagar forts tributs.
El 18 de juliol de 1440 Joan de Valterra ven la baronia de Xest al senyor de Xiva i Castellnou, Guillem Ramón de Montcada; en 1445 la seua filla Orfresina a Berenguer Mercader, senyor de Bunyol. Després de l'expulsió morisca fou repoblada, en 1611 per Cristòfol Mercader que va imposar una dura carta pobla que va enfrontar els vassalls, vinguts de Castella i d'Aragó, als Mercader durant més de huitanta anys. Durant la guerra de Successió va patir moltes destrosses i com a premi als seus treballs se li va concedir una setmana de fira anual.
Durant l'ocupació francesa fou ocupada per les tropes del general Suchet (1770-1826) fins a l'agost del 1813. El 2 de desembre de 1838, durant la primera guerra carlina, s'hi produí entre el terme de Xest i el de Xiva una batalla entre les tropes de Cabrera i les isabelines.
A principis del segle xx, un veí va introduir l'esperanto en el poble i va aconseguir que es convertira en un dels llocs amb concentració més alta de parlants d'eixe idioma. Es calcula que hui dia uns 200 veïns s'interessen per la llengua i la parlen.

## Gota Freda de 2024 al País Valencià
El 29 d'octubre de 2024, la ciutat de València va sofrir una de les pitjors catàstrofes naturals de la història. Xest va patir les conseqüències de la riuada, amb 7 morts que es van trobar dins del municipi. A les 12:00 del matí d'aquell dia, es van cancel·lar les classes i es va demanar a la població que ni isquera de casa. No obstant això, quan la Generalitat va enviar l'alerta al mòbil, ja havien unes 50 persones rescatades i acollides al saló de plens.
El Circuit Ricardo Tormo també va quedar destrossat i va impossibilitar l'accés al circuit, fet que va provocar la suspensió de l'última carrera de la temporada de MotoGP, que va ser traslladada al Circuit de Barcelona. El Gran Premi de la Solidaritat de Barcelona va recaudar 1,6 milions d'euros per ajudar a les poblacions de Xest i Xiva, a més de donacions de pilots o altres circuits per a ajudar a la reconstrucció del traçat i donar cotxes i motos a les persones que els han perdut.

## Toponímia
La toponímia de Xest, poble on es parla un peculiar castellà de transició, s'ha prestat a nombroses interpretacions. Segons Vicente Navarro Tamarit, el topònim procedeix del grec Khestés, una mesura de capacitat per a mesurar l'oli, exactament 0,539 litres. Per altra banda, José Arnau Tarín comenta que, en àrab, Xest significa "home que serveix als mesquits o sacerdots que treballen a les mesquites". Una altra versió parla d'un origen romà, Gestalcampo, nom d'un campament militar o, també, lligat a Sext, en referència a un punt quilomètric. També ha rebut el nom de Chest, Chestalcampo, Miralcamp, Gestalcamp, Xest-al-Camp, Gestalcam, Gestelcam, Gest o Geste. La forma etimològica segons Sanchis Guarner és Gest.

## Demografia[7]
| Evolució demogràfica de Xest | Evolució demogràfica de Xest | Evolució demogràfica de Xest | Evolució demogràfica de Xest | Evolució demogràfica de Xest | Evolució demogràfica de Xest | Evolució demogràfica de Xest | Evolució demogràfica de Xest | Evolució demogràfica de Xest | Evolució demogràfica de Xest | Evolució demogràfica de Xest | Evolució demogràfica de Xest | Evolució demogràfica de Xest | Evolució demogràfica de Xest | Evolució demogràfica de Xest | Evolució demogràfica de Xest | Evolució demogràfica de Xest | Evolució demogràfica de Xest | Evolució demogràfica de Xest |
| ---------------------------- | ---------------------------- | ---------------------------- | ---------------------------- | ---------------------------- | ---------------------------- | ---------------------------- | ---------------------------- | ---------------------------- | ---------------------------- | ---------------------------- | ---------------------------- | ---------------------------- | ---------------------------- | ---------------------------- | ---------------------------- | ---------------------------- | ---------------------------- | ---------------------------- |
|                              | 1910                         | 1920                         | 1930                         | 1940                         | 1950                         | 1960                         | 1970                         | 1981                         | 1991                         | 1996                         | 2001                         | 2006                         | 2007                         | 2014                         | 2018                         | 2021                         | 2024                         |                              |
| Població                     | 5.826                        | 6.110                        | 5101                         | 5.100                        | 5.210                        | 5.221                        | 5.966                        | 7.424                        | 6.726                        | 6.857                        | 7.027                        | 7.425                        | 7.872                        | 8.518                        | 8.319                        | 8.871                        | 9.022                        |                              |

## Economia
En la primera meitat del segle xix produïa vi, oli, garrofes, seda, dacsa, blat i verdures; actualment s'ha convertit en una important zona vitivinícola, que ha donat una denominació d'origen. A hores d'ara, a banda de l'esmentada activitat vinícola, l'economia es basa en els conreus de secà i una incipient indústria.

## Política i Govern

### Composició de la Corporació Municipal
El Ple de l'ajuntament està format per 13 regidors. En les eleccions municipals de 26 de maig de 2023 foren elegits 6 del Partit Popular (PP), 5 del Partit Socialista del País Valencià (PSPV-PSOE) i 2 d'Esquerra Unida-Seguimos Adelante (EUPV).
| Eleccions municipals de 28 de maig de 2023 - Xest                                                                                          |                                          |                                     |                                     |        |          |          |
| Candidatura | Candidatura                              | Candidatura                         | Cap de llista                       | Vots   | Vots     | Regidors |
| | Partit Popular                           |                                     | Maria Cuevas González               | 1.959  | 45,06%   | 6 (+2)   |
| | Partit Socialista del País Valencià-PSOE |                                     | José Morell Roser                   | 1.420  | 32,66%   | 5 ()     |
| | Esquerra Unida-Seguimos Adelante         |                                     | Mª Ángeles Llorente Cortés          | 697    | 16,03%   | 2 ()     |
| | Vots en blanc                            |                                     |                                     | 62     | 1,42%    |          |
| Total vots vàlids i regidors | Total vots vàlids i regidors             | Total vots vàlids i regidors        | Total vots vàlids i regidors        | 4.473  | 100 %    | 13       |
| | Vots nuls                                | Vots nuls                           | Vots nuls                           | 126    | 2,81%    |          |
| Participació (vots vàlids més nuls) | Participació (vots vàlids més nuls)      | Participació (vots vàlids més nuls) | Participació (vots vàlids més nuls) | 6.596  | 67,81%** |          |
| Abstenció | Abstenció                                | Abstenció                           | Abstenció                           | 2.123* | 32,18%** |          |
| Total cens electoral | Total cens electoral                     | Total cens electoral                | Total cens electoral                | 6.596* | 100 %**  |          |
| Alcalde: José Morell Roser (PSPV) (15/06/2019) Per majoria absoluta dels vots dels regidors (8 vots: 5 de PSPV, 2 d'EUPV i 1 de Compromís) |                                          |                                     |                                     |        |          |          |
| Fonts: JEC, JEZ Requena, M. Interior, Periòdic Ara. (* No són vots sinó electors. ** Percentatge respecte del cens electoral.)             |                                          |                                     |                                     |        |          |          |

### Alcaldes
Des de 2015 l'alcalde de Xest és José Morell Roser (PSPV).
| Període     | Alcalde o alcaldessa                        | Partit polític | Data de possessió    | Observacions |
| ----------- | ------------------------------------------- | -------------- | -------------------- | ------------ |
| 1979–1983   | Matias Morell Cortés                        | PSPV-PSOE      | 19/04/1979           | --           |
| 1983–1987   | Matias Morell Cortés Ricardo Cervera Millán | PSPV-PSOE      | 28/5/1983 ../../1986 | --           |
| 1987–1991   | Raimundo Tarín García                       | PSPV-PSOE      | 30/06/1987           | --           |
| 1991–1995   | Raimundo Tarín García                       | PSPV-PSOE      | 15/06/1991           | --           |
| 1995–1999   | Mª Sagrario Sánchez Cortés                  | PP             | 17/06/1995           | --           |
| 1999–2003   | Mª Sagrario Sánchez Cortés                  | PP             | 03/07/1999           | --           |
| 2003–2007   | Raimundo Tarín García                       | PSPV-PSOE      | 14/06/2003           | --           |
| 2007–2011   | David Doménech Pérez                        | PP             | 16/06/2007           | --           |
| 2011–2015   | David Doménech Pérez                        | PP             | 11/06/2011           | --           |
| 2015–2019   | José Morell Roser                           | PSPV-PSOE      | 13/06/2015           | --           |
| 2019-2023   | José Morell Roser                           | PSPV-PSOE      | 15/06/2019           | --           |
| Des de 2023 | n/d                                         | n/d            | 17/06/2023           | --           |

## Monuments
- Església de Sant Lluc evangelista. Construïda al segle XVIII, la construcció va durar 60 anys. D'estil barroc inspirat en models romans i valencians, el seu campanar de 50 metres és el símbol principal del poble.[15]
- Ermita de Nostra Senyora de la Soletat. De l'any 1886.
- Ajuntament. Inaugurat en 1905, es va construir amb estil sobri per transmetre solidesa i poder. Va substituir els edifics anteriors que albergaven el consistori des del segle XVIII.[16]
- Sindicat agrícola. De l'any 1981, acull un bar-casino.
- Mercat municipal. Edifici de 1928.
- Bodega Cheste agraria. Celler cooperatiu, una de les primeres que es va crear al País Valencià.
- Molí del Nap. Va ser un molí senyorial clau en l'economia tradicional des del segle XIX fins a meitat del segle XX. Funcionava amb aigua i molia cereal per obtindre farina. Amb la revolució industrial va ser abandonat i s'electrificà en 1930[17]

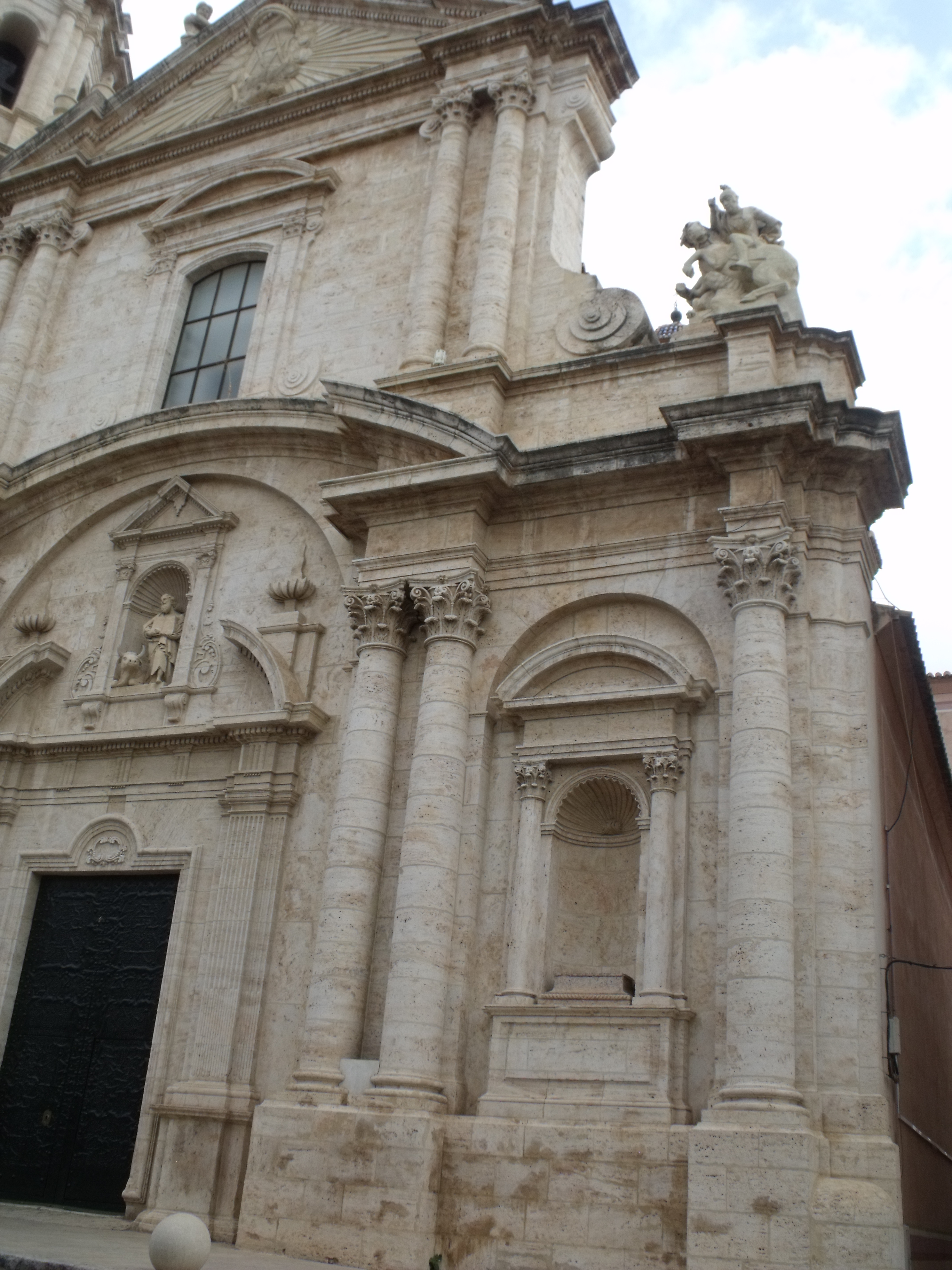
Església de Sant Lluc.
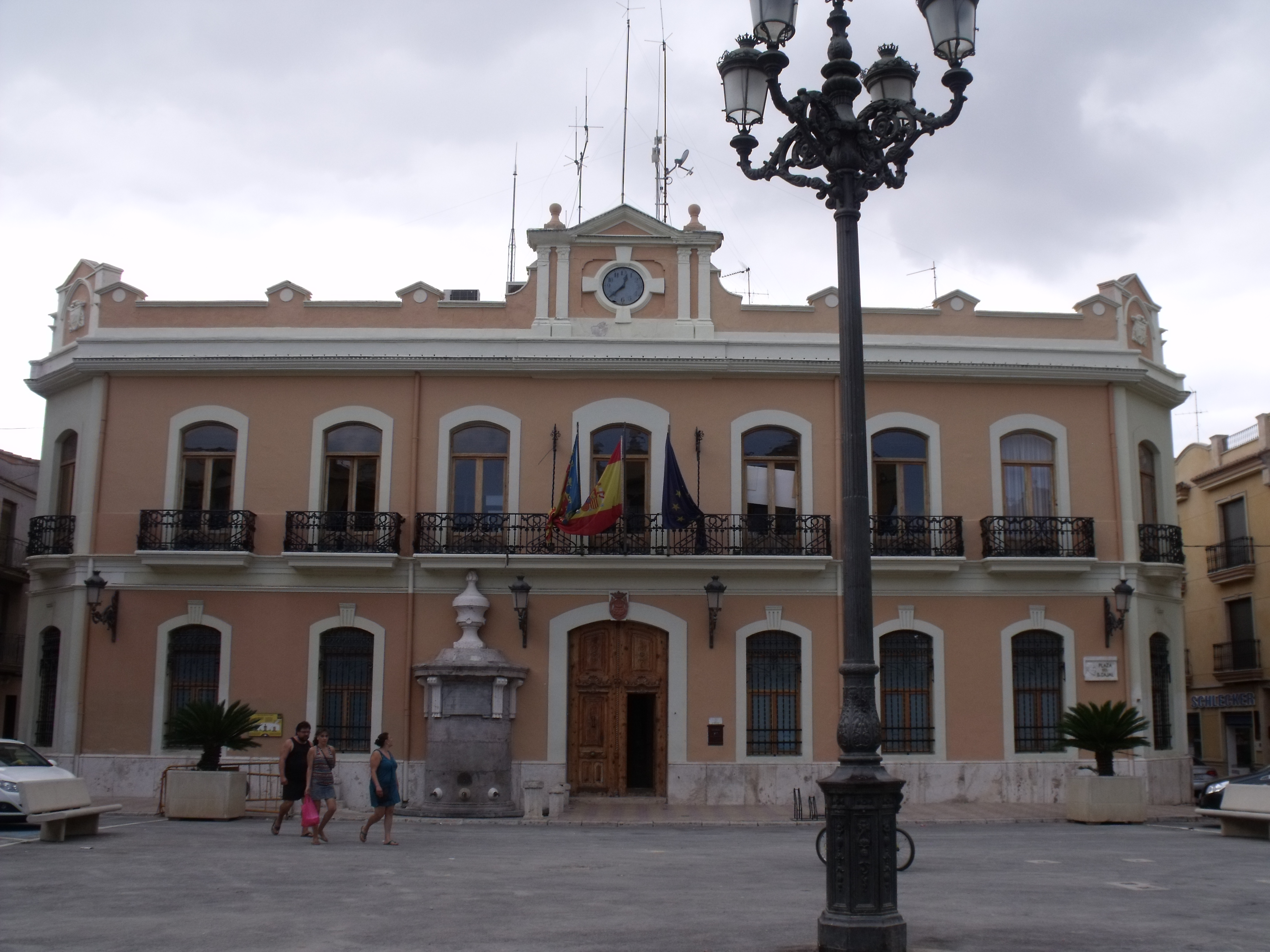
Ajuntament.
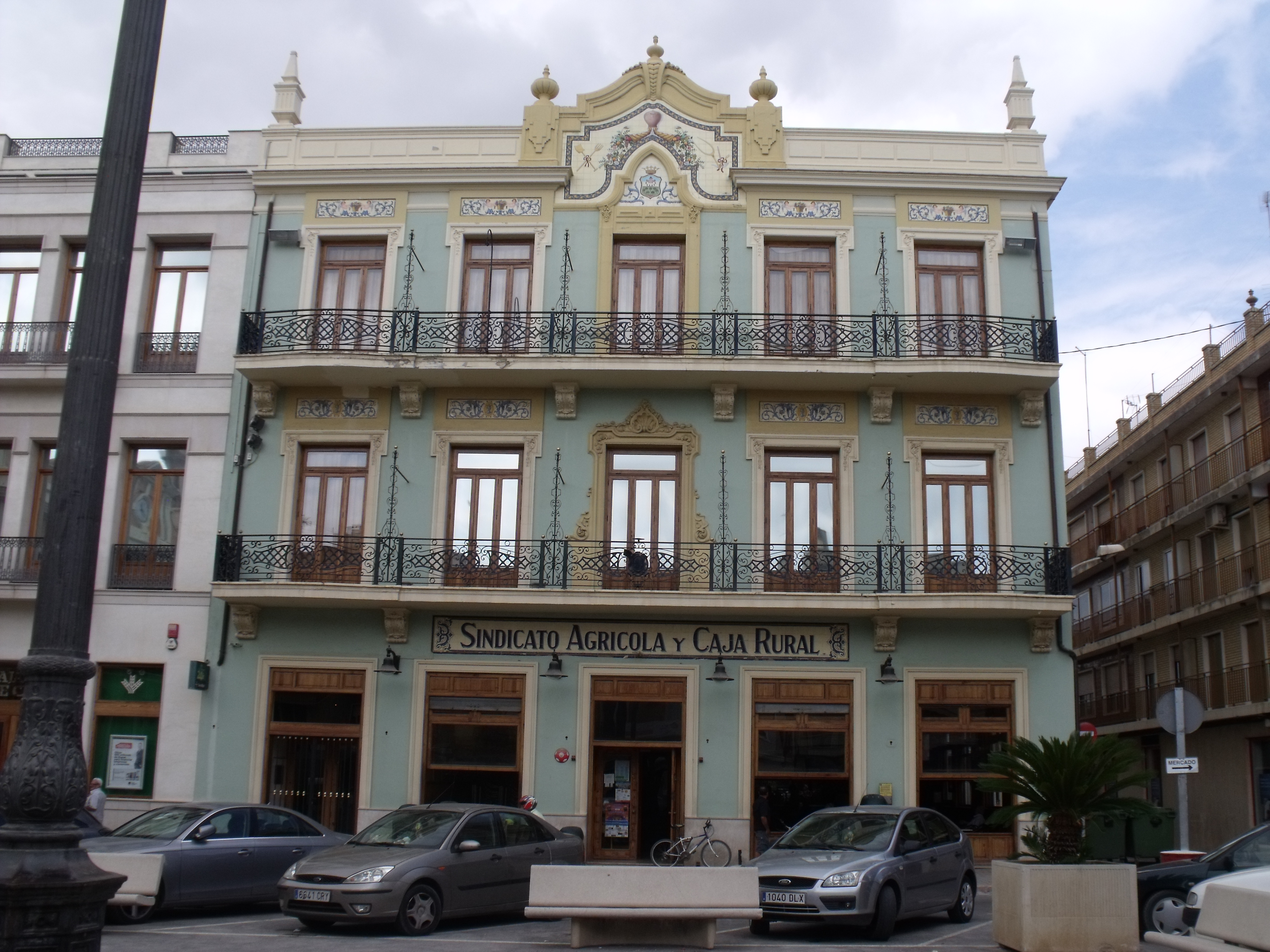
Sindicat Agrícola.
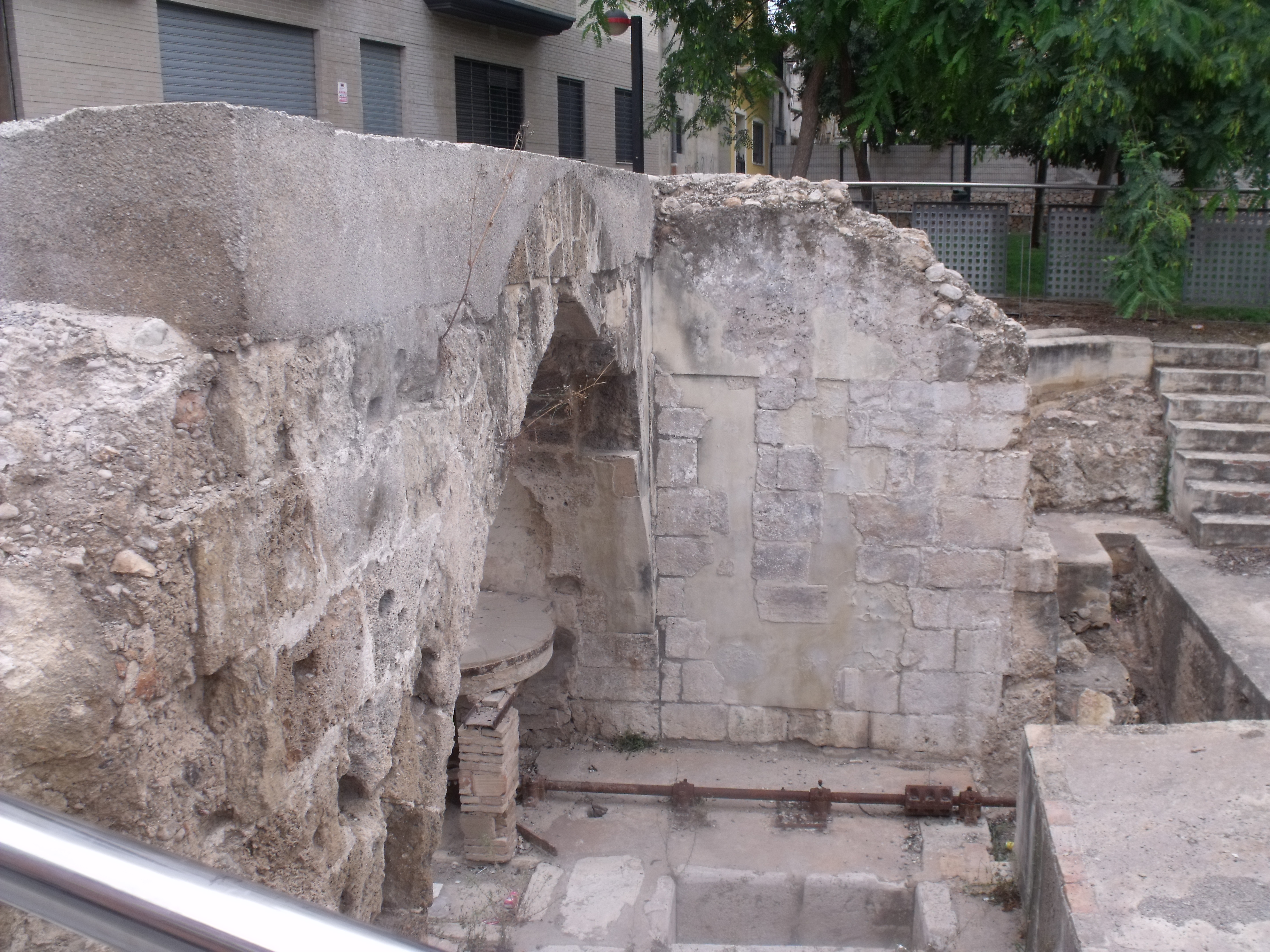
Molí del Nap.

## Personatges cèlebres
- Rafael Dutrús Zamora 'Llapissera' (1892-1960), creador del toreig còmic, creador de diverses sorts del toreig entre elles, la xicuelina i la manoletina.
- Ricardo Marín Ibáñez (1922-1 de maig de 1999), pedagog valencià.
- Carlos Corberàn Vallet (7 d'abril de 1983), actual entrenador del València Club de Futbol

## Llocs d'interés
- Parc Municipal la Lomiquia. El parc municipal s'estén al voltant d'un ample terreny que alberga espècies de la flora local, elements d'interés històric recuperats així com un espai on s'ubica una escola taller i d'un llac de mitjanes dimensions. Eixe espai natural està situat molt prop de la població, tot just a 200 metres del nucli urbà, i disposa d'una gran accessibilitat.
- Complex Educatiu de Xest. Dependent de la Conselleria de Cultura i Educació, el Complex és un centre públic que acull institucions escolars, universitàries i de formació de professorat.
- Circuit de la Comunitat Valenciana: Ricardo Tormo. És una pista de curses construïda l'any 2000 que té una capacitat per a 120.000 espectadors i 65.000 seients. Acull l'última cursa de la temporada de la MotoGP, a més dels tests de pretemporada i altres esdeveniments per als amants del motor.[18]

## Esport

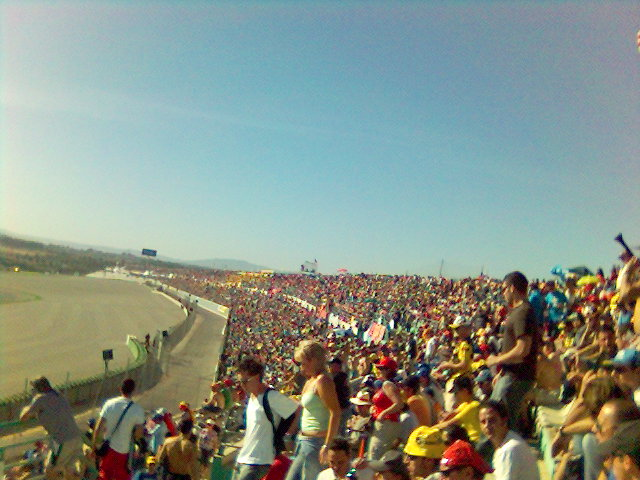
Circuit Ricardo Tormo

Al Circuit Ricardo Tormo de Xest se celebra anualment el Gran Premi de la Comunitat Valenciana de motociclisme.
A més, cal fer esment al frontó, modalitat de la pilota valenciana molt arrelada a la comarca i que a Xest ha tingut força afició. Cada any se celebra un torneig amb les principals figures de l'esport al recinte del Frontó Baró de Xest.

## Festes i celebracions
Xest celebra les Festes patronals a la Verge de la Solitud el diumenge següent a la Pasqua de Resurrecció. En la segona quinzena d'octubre celebra festes a Sant Lluc Evangelista. També és destacable la Cavalcada del dia de Sant Josep, per les carrosses que fan les dos falles de la població. Els últims anys l'ajuntament també ha muntat Festes d'Estiu i Fira Agrícola.
Durant el segon cap de setmana de novembre es celebra l'última carrera de MotoGP al Circuit Ricardo Tormo. A més de la carrera, al poble es fan festes, discomòbils i concerts.